# Denčaz
Denčaz (mađ. Dencsháza) je selo u južnoj Mađarskoj.
Zauzima površinu od 13,98 km četvornih.

## Zemljopisni položaj
Nalazi se na 46° sjeverne zemljopisne širine i 17° 50' istočne zemljopisne dužine. Kotarsko sjedište je 4,5 km sjeverno-sjeverozapadno, Obolj (Vobol) je 4,5 km sjeverozapadno, Meljek je 9 km zapadno, Szentegát je 500 m jugozapadno. Sumonyski ribnjak je 3 km jugoistočno, Sumony je 5 km u istom pravcu, Bánfa je 2 km istočno, a Katádfa je 1,5 km istočno. Biduš je 3 km sjeveroistočno, a Botka je 6 km sjever-sjeveroistočno. 

## Upravna organizacija
Upravno pripada Sigetskoj mikroregiji u Baranjskoj županiji. Poštanski broj je 7915. 

## Stanovništvo
Denčaz ima 622 stanovnika (2001.). Većina su Mađari, 87%. Roma, koji imaju u ovom selu svoju manjinsku samoupravu, je oko 12%, a Hrvata je oko 1%. Po vjerskoj strukturi, rimokatolika je 56%, a kalvinista 17%, ostale vjere 4%.

## Vanjske poveznice
- (mađ.) Dencsháza Önkormányzatának honlapja  Arhivirana inačica izvorne stranice od 4. svibnja 2009. (Wayback Machine)
- (mađ.) Dencsháza a Vendégvárón  Arhivirana inačica izvorne stranice od 18. ožujka 2007. (Wayback Machine)
- Denčaz na fallingrain.com